# Sally Julini
Sally Julini (geboren am 1. Januar 2003 in Carouge) ist eine Schweizer Fussballspielerin. Sie spielt für Olympique Lyon und ist Schweizer Nationalspielerin.

## Werdegang

### Kindheit und Jugend
Julini wurde als Tochter einer Schweizerin und eines Ivorers und Guadeloupiens im Kanton Genf geboren und ist in der Schweiz aufgewachsen. Sie besitzt auch die französische Staatsbürgerschaft. Mit zwölf Jahren zog sie nach Biel, wo sie im nationalen Ausbildungszentrum trainierte und bei einer Gastfamilie wohnte. Zu dieser Zeit trainierte sie unter der Woche mit den Mädchen und spielte am Wochenende Meisterschaftsspiele mit den Buben bei Meyrin FC und später in der U15 von Servette. Dort wurde sie von Olympique Lyon entdeckt, das sie in ihre Jugendakademie aufnahm.

### Vereinskarriere
Julini spielt seit 2020 in der ersten Mannschaft von Olympique Lyon. Für die Rückrunde der Saison 2021/22 wurde sie an EA Guingamp ausgeliehen. Im Februar 2023 erlitt sie im Trainingslager mit der Schweizer Nationalmannschaft einen Kreuzbandriss.

### Nationalmannschaften
Während ihrer Zeit bei Olympique Lyon nahm Julini an Lehrgängen der französischen U18- und U20-Nationalteams teil. Nach eigenen Angaben wählte sie schliesslich das Schweizer Nationalteam, da sie in der Schweiz aufgewachsen war. Zudem spielten die Bemühungen des Schweizer Nationaltrainers Nils Nielsen und der Assistenztrainerin Marisa Wunderlin – auch während einer schweren Knieverletzung 2019 – eine ausschlaggebende Rolle.
Zum ersten Mal aufgeboten wurde Julini für die Barrage der EM-Qualifikation gegen Tschechien 2021. Erstmals eingesetzt wurde sie im September 2021 gegen Litauen.
Julini spielt auch für das Schweizer U19-Nationalteam.